# Babymetal
Babymetal (Nhật: ベビーメタル Hepburn: Bebīmetaru) (tất cả viết cách điệu in hoa) là một ban nhạc heavy metal người Nhật Bản. Đội hình ban nhạc gồm có Nakamoto Suzuka nghệ danh "Su-metal", Kikuchi Moa nghệ danh "Moametal" và Okazaki Momoko nghệ danh "Momometal". Nhà sản xuất của nhóm là Kobametal từ công ty quản lý tài năng Amuse. Giọng hát của họ được đệm bởi phần hòa tấu heavy metal, do một nhóm các nhạc công phòng thu (có tên gọi "Kami Band") thể hiện tại các buổi trình diễn.
Ban nhạc được thành lập vào năm 2010, với đội hình đời đầu gồm Su-metal (hát và nhảy), Moametal (gào và nhảy) và Mizuno Yui vai "Yuimetal" (gào và nhảy), với ý tưởng tạo ra sự pha trộn giữa thể loại nhạc heavy metal và thần tượng Nhật Bản. Khởi đầu là một tiểu đơn vị của nhóm nhạc thần tượng Nhật Bản Sakura Gakuin, Babymetal dần hoạt động độc lập vào năm 2013, sau khi Nakamoto chia tay Sakura Gakuin. Babymetal đã phát hành album đầu tay cùng tên nhóm vào tháng 2 năm 2014. Album thứ hai Metal Resistance của họ được phát hành toàn thế giới vào tháng 4 năm 2016. Babymetal còn khởi động nhiều chuyến lưu diễn, phần lớn trong số đó diễn ra ở ngoài châu Á.
Ngày 19 tháng 10 năm 2018, Babymetal thông báo Mizuno Yui đã quyết định rời ban nhạc do sức khỏe yếu, sau khi cô vắng mặt trong các buổi trình diễn nhạc sống từ tháng 12 năm 2017. Sau khi chia tay Yui, ban nhạc đã biểu diễn cùng các vũ công dự bị tại các buổi trình diễn nhạc sống. Một trong các vũ công ấy là Okazaki Momoko (cựu thành viên của Sakura Gakuin) đã gia nhập Babymetal với tư cách thành viên chính thứ ba vào tháng 4 năm 2023, dưới nghệ danh Momometal.

## Lịch sử hoạt động

### 2010–2012: Khởi đầu
Kobametal (nhà sản xuất của ban nhạc và người đam mê nhạc heavy metal lâu năm) bắt đầu nhen nhóm kế hoạch cho ra đời một nhóm kết hợp heavy metal/thần tượng vào năm 2009 sau khi ông ấn tượng với màn biểu diễn của Nakamoto Suzuka với nhóm nhạc cũ Karen Girl's của cô, thấy rằng cô bé là lựa chọn phù hợp ở vị trí hát chính cho nhóm nhạc mới. Ban nhạc được thành lập vào năm 2010 ở Tokyo, Nhật Bản, dưới dạng câu lạc bộ nhạc heavy [metal] (重音部 Jūonbu), hay tiểu đơn vị của nhóm nhạc nữ thần tượng Sakura Gakuin (cũng mới được thành lập cùng năm đó). Tên của ban nhạc là sự kết hợp giữa "baby" (ベビー bebī) và "heavy metal" (ヘビーメタル hebī metaru), cách phát âm cái tên bằng tiếng Nhật lại vần với từ "heavy metal". Theo Kobametal, Mizuno Yui và Kikuchi Moa là những nhân tố bổ sung để tạo nên "sự hiện diện độc đáo trên sân khấu" của Nakamoto với hai cô bé có vóc người nhỏ hơn, nhảy quanh cô "giống như những thiên thần". Không ai trong số ba thành viên quen nghe nhạc metal trước khi ban nhạc ra đời.
Babymetal lần đầu trình diễn trực tiếp vào ngày 28 tháng 11 năm 2010, tại buổi hòa nhạc solo đầu tiên của Sakura Gakuin mang tên Sakura Gakuin Festival ☆ 2010. Tháng 7 năm 2011, Babymetal cho ra mắt ca khúc "Ijime, Dame, Zettai" ("Không còn bắt nạt nữa") tại một buổi hòa nhạc của Sakura Gakuin, nhưng bài hát chỉ được thể hiện trong các buổi hòa nhạc sống lúc bấy giờ. Đĩa đơn đầu tiên của ban nhạc là "Doki Doki Morning" lúc đầu xuất hiện trong album đầu tay Sakura Gakuin 2010 Nendo: Message của Sakura Gakuin, phát hành vào 27 tháng 4 năm 2011. Một MV của ca khúc được đăng tải lên kênh Youtube của Toy's Factory vào ngày 12 tháng 10 năm 2011, và trình làng dưới dạng đĩa đơn DVD vào cuối năm 2011 bởi hãng đĩa chi nhánh độc lập Juonbu Records của Toy's Factory. MV đã vượt mốc 1 triệu lượt xem tính đến cuối năm 2012.
Đĩa đơn CD đầu tiên của Babymetal là một thành phẩm hợp tác với ban nhạc Kiba of Akiba, có tên "Babymetal / Kiba of Akiba". Được Juonbu Records phát hành vào năm 2012, đĩa đơn giành vị trí thứ 3 trên bảng xếp hạng indie hàng tuần của Oricon, và vị trí số một trên bảng xếp hạng indie hàng tuần của Tower Records Shibuya. Mùa hè năm 2012, ban nhạc trình làng MV cho đĩa đơn kế tiếp là "Headbangeeeeerrrrr!!!!!", do Tanabe Hidenobu làm đạo diễn. Tháng 8 năm 2012, Babymetal ra mắt tại Nhạc hội Summer Sonic Festival của Nhật, trở thành nghệ sĩ nhỏ tuổi nhất từ trước đến nay trình diễn tại nhạc hội, với độ tuổi trung bình là 12. Cùng năm ấy, Babymetal trình diễn bên ngoài nước Nhật lần đầu tiên tại Nhạc hội Anime Festival Asia 2012 ở Singapore.

### 2013–2015: Ra mắt hãng đĩa lớn vàBabymetal
Ngày 9 tháng 1 năm 2013, ban nhạc có màn ra mắt hãng đĩa lớn với "Ijime, Dame, Zettai". Được phát hành dưới hãng đĩa chính của Toy's Factory và Juonbu Records, đĩa đơn đã bán ra 19.000 bản trong tuần đầu tiên và ra mắt ở vị trí số 6 trên bảng xếp hạng Oricon Singles Chart. Mùa hè năm 2013, Nakamoto tốt nghiệp sơ trung và do đó cũng "tốt nghiệp" luôn ở Sakura Gakuin (một nhóm gồm các bé gái tiểu học và sơ trung). Tuy nhiên, quản lý của nhóm quyết định rằng Babymetal sẽ không giải tán và tiếp tục hoạt động với hình thức một ban nhạc. Nhóm phát hành đĩa đơn kế tiếp là "Megitsune" vào ngày 19 tháng 6 năm 2013, dưới quyền phân phối của Toy's Factory và BMD Fox Records (hãng đĩa chinh nhánh mới của ban nhạc).
Ngày 10 và 11 tháng 8 năm 2013, Babymetal một lần nữa tham dự nhạc hội Summer Sonic Festival, trình diễn tại Tokyo và Osaka. Sau đó vào tháng 10, Babymetal cũng trở thành những nghệ sĩ nhỏ tuổi nhất từ trước đến nay từng biểu diễn ở liên hoan nhạc heavy metal Loud Park. Vào tháng 11, Babymetal phát hành video quảng bá cho bộ phim Through the Never của Metallica trình chiếu ở Nhật, và phát hành MV nhạc sống đầu tiên của nhóm là Live: Legend I, D, Z Apocalypse, ra mắt ở vị trí số 7 trên bảng xếp hạng đĩa Blu-ray hàng tuần của Oricon, và vị trí số hai trong số các đĩa Blu-ray ca nhạc. Vào tháng 12 năm ấy, Babymetal trình diễn tại nhạc hội Anime Festival Asia Indonesia 2013 và lần thứ hai biểu diễn ở Singapore.

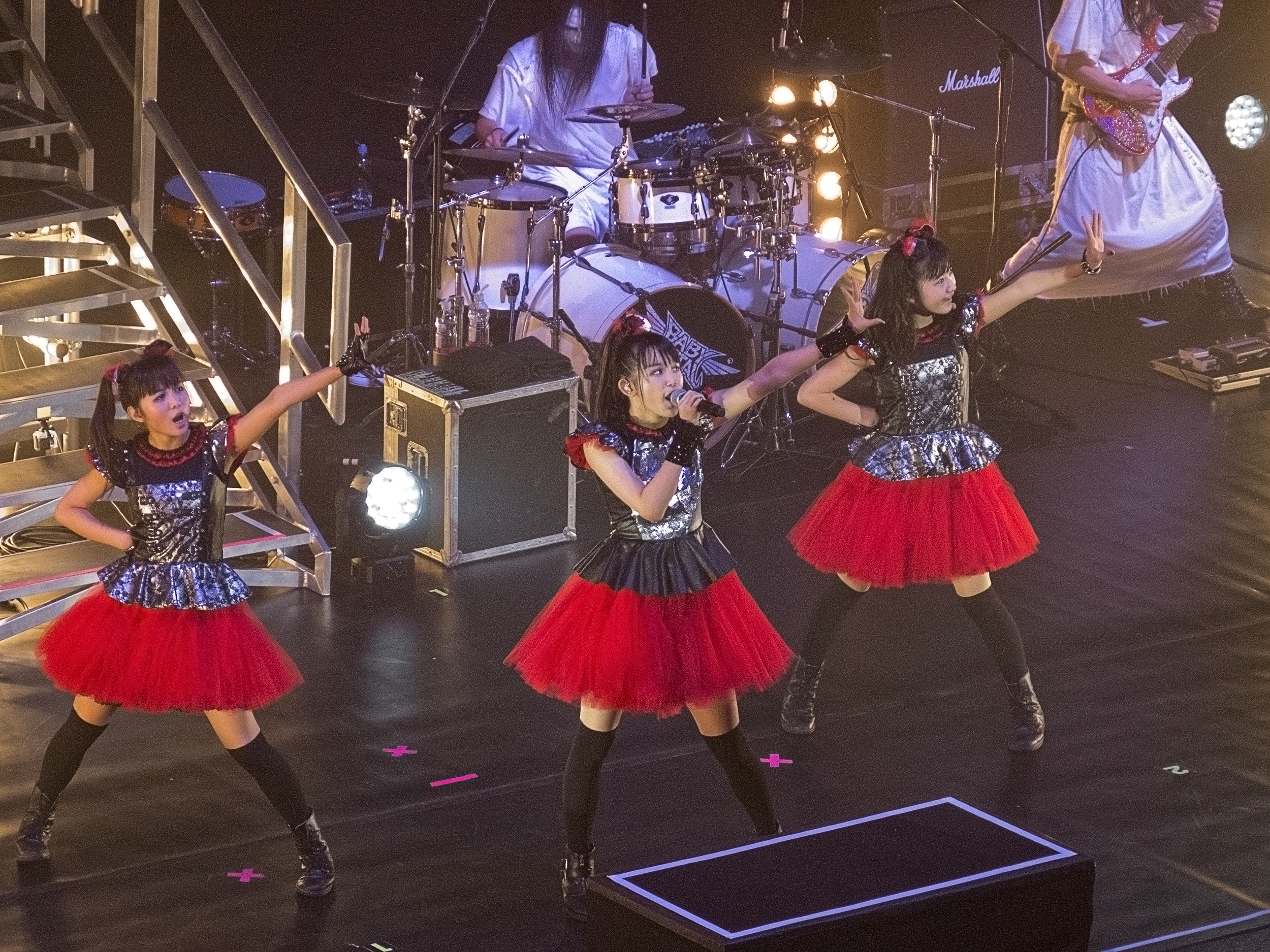
Một tiết mục của Babymetal tại Luân Đôn vào tháng 11 năm 2014. Từ trái qua phải; Moametal, Su-metal và Yuimetal.

Ngày 26 tháng 2 năm 2014, Babymetal phát hành album trùng tên đầu tay. Album có 13 bài và cũng được bày bán với số lượng hạn chế gồm một đĩa DVD, các đoạn video hậu trường và nhạc sống. Album nhận được phản hồi tốt từ các nhà phê bình âm nhạc cũng như phía khán giả, tiêu thụ hơn 37.000 bản tại Nhật trong tuần đầu tiên, ra mắt ở vị trí số 4 trên bảng xếp hạng Oricon Weekly Album Chart, và vị trí thứ hai trên Billboard Japan. Nhạc phẩm còn đứng đầu bảng xếp hạng nhạc metal của iTunes tại Đức, Liên hiệp Anh và Mỹ, rồi đạt vị trí số 187 trên bảng xếp hạng Billboard 200 của Mỹ vào ngày 22 tháng 3. Album của nhóm còn lọt vào bảng xếp hạng Heatseekers ở vị trí thứ 4. Ngày 1 và 2 tháng 3 năm 2014, ban nhạc có hai buổi hòa nhạc tại Budokan. Với độ tuổi trung bình 14,7, họ trở thành những nghệ sĩ nữ trẻ nhất trình diễn một show tại đây. Hai buổi hòa nhạc có sự tham gia của 20.000 khán giả. Ngày 3 tháng 4 năm 2014, một tập chương trình YouTubers React của Fine Brothers đã được đăng trên YouTube nói về ban nhạc cùng các MV của "Doki Doki Morning", "Iine!" và "Gimme Chocolate!!"; phản ứng của các thành viên trước video được phát hành vào ngày 30 tháng 4 năm 2016.
Cuối buổi hòa nhạc ở Budokan vào ngày 2 tháng 3, Babymetal còn thông báo tour diễn thế giới đầu tiên của họ mang tên Babymetal World Tour 2014, với những đêm diễn đầu tiên ở Paris và Köln. Sau đó nhạc hội Sonisphere Festival của Anh được điền tên thêm vào tour diễn, nhóm chính thức được mời tham dự sau một chiến dịch do người hâm mộ vận động mang tên "Babymetal For Sonisphere UK 2014", được Sonisphere thừa nhận trên trang chủ sau này. Sau chặng diển ở Liên hiệp Anh, ban nhạc tiếp tục có màn ra mắt ở Mỹ vào ngày 27 tháng 7 với một show diễn chính tại Nhà hát Fonda ở Hollywood. Nhóm trình diễn tại Heavy Montréal 2014 ở Canada vào ngày 9 tháng 8 bên cạnh Metallica và Slayer và Anthrax; và còn trình diễn tại Summer Sonic 2014 ở Nhật Bản trên sân khấu Mountain cùng những ban nhạc như Avenged Sevenfold và Megadeth. Babymetal cũng nghệ sĩ có tiết mục khai mạc cho 5 buổi hòa nhạc của Lady Gaga trong tour diễn ArtRave: The Artpop Ball 2014 vào tháng 8 dọc theo miền Tây nước Mỹ. Babymetal còn cho phát hành album nhạc sống thứ hai Live: Legend 1999 & 1997 Apocalypse vào ngày 19 tháng 10 năm 2014; trong album có ghi lại những buổi nhạc sống của họ tại NHK Hall và Makuhari Messe từ năm 2013.

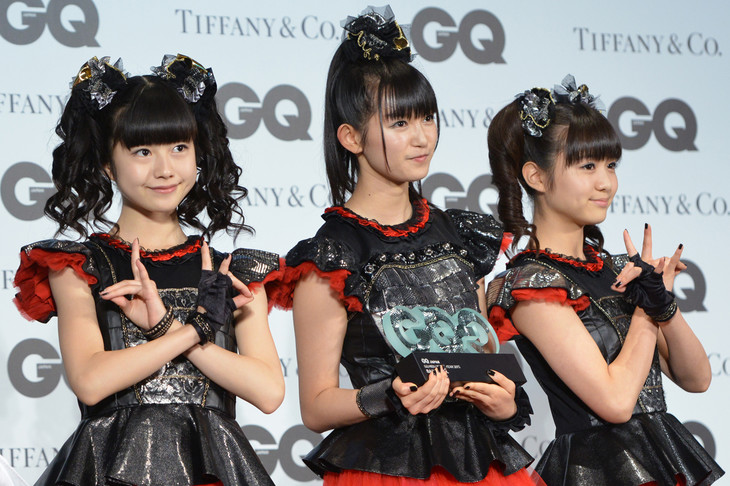
Babymetal tại lễ trao giải Nhân vật của năm (GQ) vào năm 2015 ở Tokyo nhờ chiến thắng Giải đặc biệt cho "Phát hiện của năm".

Tháng 8 năm 2014, ban nhạc được cho sẽ trở lại Anh để diễn một show nữa tại sân O2 Academy Brixton của Luân Đôn vào ngày 8 tháng 11, show cuối năm của nhóm ở châu Âu, nằm trong chặng diễn "Babymetal Apocalypse". Sau đấy ban nhạc cũng trở lại thành phố New York (nơi họ từng ghé thăm trước đó nhưng không trình diễn) để thể hiện các tiết mục tại Hammerstein Ballroom vào ngày 4 tháng 11. Sau buổi diễn ở Brixton, ban nhạc ra mắt ca khúc mới có nhan đề "Road of Resistance." Ca khúc về sau được tiết lộ là sản phẩm hợp tác với Sam Totman và Herman Li của ban nhạc power metal nổi tiếng DragonForce, và sau đấy được phát hành dưới dạng đĩa tặng kèm trong album nhạc sống đầu tiên Live at Budokan: Red Night, phát hành cùng lúc với album nhạc sống thứ ba của nhóm là Live at Budokan: Red Night & Black Night Apocalypse vào ngày 7 tháng 1 năm 2015, rồi được phát hành dưới dạng đĩa đơn kĩ thuật số. Sau đấy Li tiết lộ qua Twitter và Facebook rằng anh và Totman đã tiến hành chơi các đoạn guitar của bài hát từ năm 2013. Năm 2015, họ tái phát hành album cùng tên thông qua earMusic và RAL/Sony Music Entertainment. Ngay trước buổi diễn ở lễ trao giải Golden Gods Awards của tạp chí Metal Hammer vào ngày 15 tháng 6, bộ ba bất ngờ xuất hiện trong một đêm diễn của DragonForce tại Download Festival, thể hiện bài "Gimme Chocolate!!", mặc cho nhà tổ chức sự kiện Andy Copping cho biết anh chưa hề liên hệ trước với ban nhạc.

### 2016–2017: Lưu diễn vàMetal Resistance

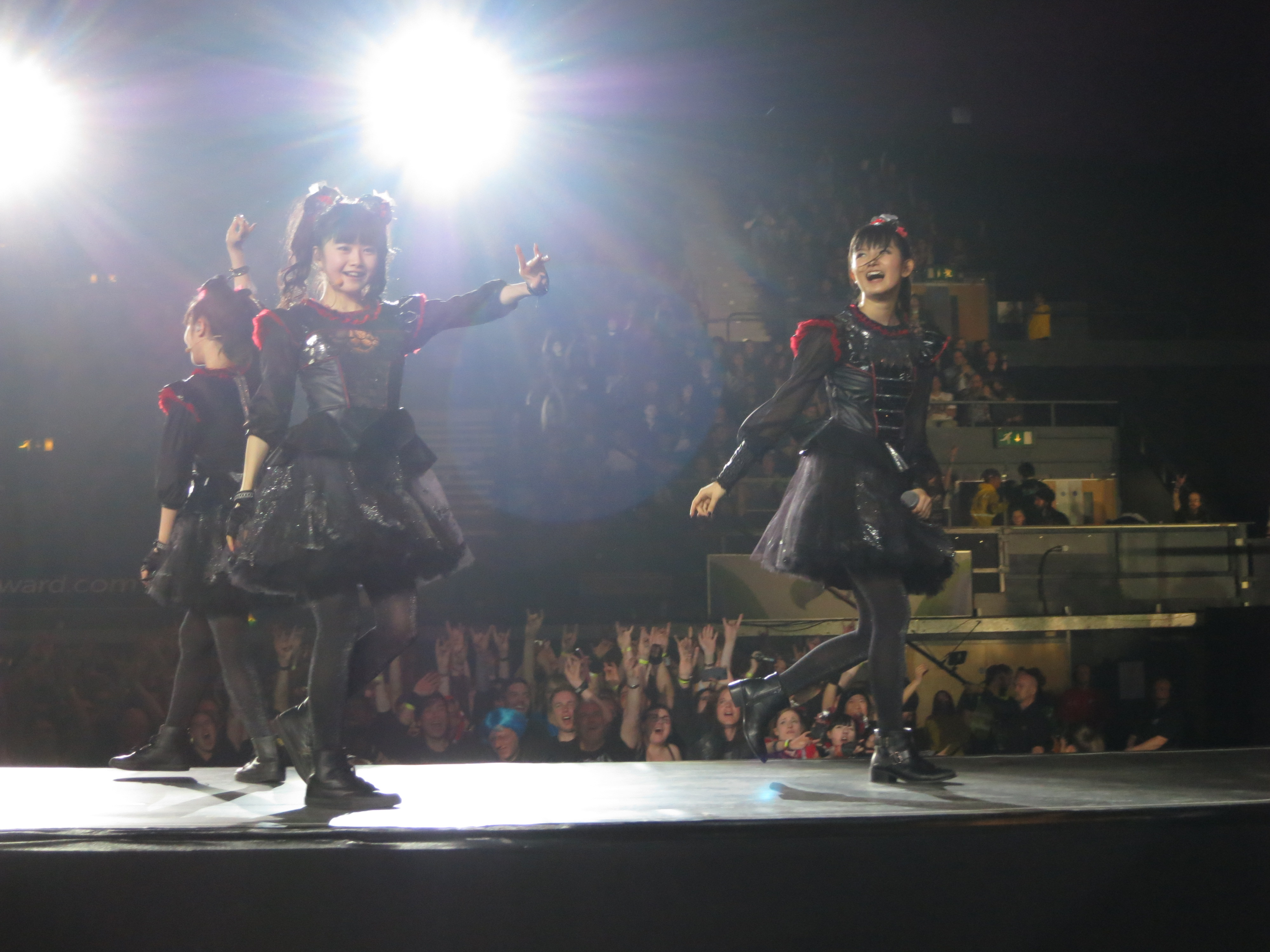
Babymetal biểu diễn tại Wembley Arena, 2016.

Trong show diễn chính ở nhà thi đấu Yokohama Arena vào tháng 12 năm 2015, ban nhạc thông báo album phòng thu thứ hai dự kiến phát hành vào ngày 1 tháng 4 năm 2016, cũng như một chuyến lưu diễn toàn thế giới khởi động ở Luân Đôn tại Wembley Arena, và khép lại tại Nhật Bản bằng màn ra mắt ở Tokyo Dome. Ngày 15 tháng 1 năm 2016, tựa album thứ hai được tiết lộ là Metal Resistance.
Album thứ hai thể hiện những điểm khác biệt so với album đầu tay của nhóm. Yuimetal chia sẻ rằng "so với album đầu tiên thì chắc chắn với album thứ hai, họ đã tự thử thách mình ở nhiều thể loại nhạc, thậm chí hơn cả trước kia." Một điểm khác biệt nữa là album có lời ca tích cực hơn. Ban nhạc chú ý tới việc đem lại nhiều phong cách đa dạng để thu hút nhiều khán giả hơn và trình bày toàn bộ bài hát bằng tiếng Anh.
Ban nhạc nghĩ ra tựa album Metal Resistance vì họ tin rằng no đại diện cho họ là ai và làm gì với tư cách Babymetal. Su-metal cho biết: "Tựa nói về những khía cạnh khám phá mới khác mà chúng tôi có thể làm."
Ngày 13 tháng 3, Kobametal (nhà sản xuất của ban nhạc) nhận giải Xuất sắc từ Hiệp hội truyền thông kỹ thuật số (AMD) tại Nhật Bản vì thành công trong việc quảng bá ban nhạc ra thị trường quốc tế. Ngày 2 tháng 4, tức một ngày sau khi trình làng Metal Resistance, Babymetal trở thành nghệ sĩ Nhật đầu tiên diễn chính ở Wembley Arena, với doanh số bán hàng cao nhất dành cho một sự kiện dài một ngày trong lịch sử của tụ điểm, diễn ra trùng với kỷ lục lọt thứ hạng cao nhất đối với một album của nghệ sĩ Nhật trên bảng xếp Liên hiệp Anh. The Guardian chấm màn biểu diễn ở Wembley của họ 5/5 sao. Ngày 5 tháng 4 Babymetal có màn ra mắt truyền hình Mỹ với tiết mục diễn "Gimme Chocolate!!" trên The Late Show with Stephen Colbert. Ngoại hình của Babymetal được thêm vào da nhân vật trong trò chơi điện tử Super Mario Maker của Wii U vào năm 2016.
Ngày 26 tháng 5 năm 2016, Triple H của WWE thông báo trên Twitter rằng ca khúc "Karate" của Babymetal, cùng với "Paranoia" của A Day to Remember sẽ được dùng làm nhạc hiệu chính thức của NXT TakeOver: The End. Ngày 18 tháng 7, ban nhạc có màn xuất hiện đặc biệt tại lễ trao giải âm nhạc Alternative Press Music Awards, nơi họ thể hiện bài "Karate" trước khi có thêm giọng ca Rob Halford của Judas Priest cùng lên sân khấu. Halford, cùng với Nakamoto và Kami Band đã biểu diễn ngắn gọn bài "Painkiller", kế đến là màn biểu diễn bài "Breaking the Law" với Mizuno và Kikuchi chơi guitar. Ngày 27 tháng 7, độc giả của tạp chí Metal Hammer bầu chọn album đầu tay của Babymetal là album hay nhất thế kỷ 21. Tháng 9 năm 2016, Warner Bros. thông báo một loạt phim hoạt hình-người đóng ngắn tập thuộc thể loại kỳ ảo-phiêu sử có sự tham gia của các thành viên trong ban đang được phát triển. Bộ phim sẽ do Blue Ribbon Content phát triển hợp tác với Amuse Group USA (một chi nhánh của Amuse Inc. tại Mỹ). Kobametal (nhà sản xuất của ban nhạc) cũng tham gia vào khâu sản xuất bộ phim.
Ngày 19 tháng 9 (Red Night) và ngày 20 tháng 9 năm 2016 (Black Night), Babymetal kết thúc tour diễn Babymetal World Tour 2016: Legend Metal Resistance bằng các tiết mục tại Tokyo Dome, cả hai đêm đều bán cháy vé và có khoảng 55.000 khán giả tham dự mỗi đêm. Trong số này có những người hâm mộ từ Nhật Bản và nhiều nơi trên thế giới. Yuimetal thừa nhận rằng cô "vẫn sốc" khi có mặt tại đêm diễn. Moametal cũng thấy vậy, ví đó là "một thách thức khi đứng trên sân khấu ấy đối với những cô gái nhí ở độ tuổi bọn em". Su-metal giải thích rằng "Ở Nhật bọn em biểu diễn tại nhiều tụ điểm giải trí lớn như Budokan và những nơi khác, nhưng Tokyo Dome thì luôn là nơi em luôn mơ được biểu diễn ở đấy." Tháng 9 năm 2016, Babymetal hỗ trợ Red Hot Chili Peppers trong The Getaway World Tour tại Anh. Trong show cuối khép lại tour của mình, tay trống Chad Smith của Red Hot Chili Peppers lên sân khấu cùng Babymetal để thể hiện các bản cover "Painkiller" và "Breaking the Law" của Judas Priest. Sau buổi diễn, Smith cảm ơn Babymetal vì đã đi tour cùng họ và dẫn khán giả hát "Happy Birthday" mừng sinh nhật Su-metal.
Tháng 1 năm 2017, Babymetal hỗ trợ Metallica trong WorldWired Tour của họ tại Gocheok Sky Dome và cũng xuất hiện với vai trò diễn khai mạc của buổi diễn thuộc Not in This Lifetime... Tour của Guns N' Roses ở Nhật. Tháng 4 năm 2017, Babymetal hỗ trợ Red Hot Chili Peppers trong The Getaway World Tour tại Mỹ. Tháng 6 năm 2017, Babymetal biểu diễn tại đêm KISW Pain thuộc sự kiện âm nhạc Grass ở Auburn, Washington. Ở mùa hè năm 2017, họ hỗ trợ Korn trong Serenity of Summer Tour. Sau đó, nhóm tổ chức tour The Five Fox Festival in Japan.
Tháng 9 năm 2017, Babymetal chính thức được tiết lộ là những người thể hiện ca khúc "Unikitty Theme" nhạc hiệu cho bộ phim truyền hình Unikitty!. Ngày 2 và 3 tháng 12 năm 2017, Babymetal đã biểu diễn tại nhà thi đấu Hiroshima Green Arena, với các show dán tên quảng bá là Legend "S" Baptism XX. Đây là lần đầu tiên nhóm biểu diễn tại quê hương của Su-Metal là Hiroshima, và đó là một lễ kỷ niệm trưởng thành sớm đối với cô, vì ngày 20 tháng 12 năm 2017 mới là sinh nhật tuổi 20 của cô (như được gợi ý trong tên chương trình), độ tuổi trưởng thành ở Nhật; lời bài hát "Headbangeeeeerrrrr!!!!" (nói về sinh nhật tuổi 15 của một cô gái) thậm chí còn được chỉnh sửa cho phù hợp với dịp này. Đây cũng là buổi biểu diễn đầu tiên của Babymetal mà không đủ ba thành viên do Yuimetal không thể biểu diễn vì bị ốm.
Vào ngày 30 tháng 12 năm 2017, nghệ sĩ guitar Fujioka Mikio của Kami Band rớt từ đài quan sát xuống; anh tử vong vì các vết thương của mình vào ngày 5 tháng 1 năm 2018. Babymetal đã phát hành một bài điếu văn trên Twitter vào ngày 9 tháng 1, tưởng nhớ những đóng góp của anh cho ban nhạc.

### 2018–2020: Kỷ nguyên The Chosen Seven, chia tay Yuimetal vàMetal Galaxy
Ngày 1 tháng 4 năm 2018, Babymetal đăng tải một video lên YouTube có nhan đề đề "Metal Resistance Episode VII – The Revelation". Trong video, một nhân vật giải thích rằng một "mặt tối" của Babymetal có tồn tại, "với bảy linh hồn metal" và rằng một "kỷ nguyên mới sắp bắt đầu". Một graphic novel mang tên Apocrypha: The Legend of Babymetal cũng được công bố trong những ngày tiếp theo. Do "Prophet of the Fox God" (nhà tiên tri của Thần cáo) và minh họa bởi GMB Chomichuk, ấn phẩm được Z2 Comics phát hành vào ngày 30 tháng 10.
Ngày 1 tháng 5 năm 2018, Babymetal thông báo rằng họ sẽ thành lập hãng thu âm của riêng mình, đặt tên là Babymetal Records. Ngày 8 tháng 5, ngay trước thềm Babymetal World Tour 2018, ban nhạc đã phát hành MV cho đĩa đơn mới, "Distortion". Yuimetal đã vắng mặt trong chuyến lưu diễn của Babymetal tại Hoa Kỳ vào tháng 5 năm 2018 mà không có thông báo trước. Giữa những suy đoán của người hâm mộ về tình trạng của Mizuno với nhóm, đại diện của 5B Management (công ty quản lý của Mỹ đại diện cho Babymetal) trả lời câu hỏi từ tạp chí Alternative Press  rằng "Yuimetal vẫn là thành viên của ban nhạc, nhưng cô ấy hiện không tham gia tour ở Mỹ." Câu trả lời cũng ẩn ý về "một câu chuyện mới cho tương lai của ban nhạc hiện đang phát triển" và một "cốt truyện" "đã thay đổi."
Yuimetal vắng mặt trong phần còn lại của chuyến lưu diễn, cho đến khi công ty quản lý của họ thông báo tại cuộc họp cổ đông vào tháng 6 rằng sức khỏe của cô ấy không tốt kể từ tháng 12 năm 2017 và "hiện đang hồi phục". Ngày 19 tháng 10 năm 2018, ngay trước thềm chặng diễn tại Nhật Bản, ban nhạc đã phát hành đĩa đơn mới, "Starlight". Cùng ngày hôm ấy, ban nhạc chính thức thông báo Yuimetal rời nhóm. Sau đó, Mizuno phát ngôn giải thích quyết định của mình và mong muốn theo đuổi sự nghiệp solo riêng. Trong chuyến lưu diễn của họ, Babymetal cũng biểu diễn tại Rock on the Range ở Columbus, Ohio, nhạc hội Download festival ở Donington Park, Vương quốc Anh, và nhạc hội Rock am Ring và Rock im Park ở Đức. Ngày 9 tháng 7 năm 2018, ban nhạc được xưng danh là nhà vô địch của Heavy Metal World Cup 2018.
Ngày 1 tháng 4 năm 2019, Babymetal thông báo rằng họ sẽ phát hành album thứ ba vào cuối năm đó. Ngày 10 tháng 5 năm 2019, ban nhạc phát hành đĩa đơn "Elevator Girl". Ngày 29 tháng 5 năm 2019, có thông báo rằng Babymetal sẽ biểu diễn tại Nhạc hội Glastonbury ở Anh vào ngày 30 tháng 6, biến họ trở thành ban nhạc Nhật Bản đầu tiên biểu diễn trên một trong những sân khấu chính của lễ hội. Babymetal còn tiết lộ kế hoạch cho buổi hòa nhạc đầu tiên của họ tại nhà thi đấu The Forum ở Los Angeles, Hoa Kỳ vào ngày 11 tháng 10 năm 2019. Ngày tổ chức buổi hòa nhạc trùng với ngày phát hành album phòng thu thứ ba của họ, Metal Galaxy. Buổi biểu diễn của họ tại The Forum đã được tổng hợp thành một album trực tiếp, Live at the Forum, phát hành ở định dạng DVD và Blu-ray vào ngày 13 tháng 5 năm 2020.
Ngày 27 tháng 6 năm 2019, Babymetal phát hành đĩa đơn "Pa Pa Ya!!", hợp tác với rapper người Thái Lan F.Hero, trước buổi hòa nhạc của họ tại Yokohama Arena cùng ngày. MV được phát hành vào ngày 1 tháng 7, chứa cảnh quay từ buổi hòa nhạc của họ ở Yokohama. MV có mặt của thành viên lưu diễn Fujihira Kano, một trong ba cô gái luân phiên thay thế cho Yui; Fujihira Kano, Sayashi Riho và Okazaki Momoko - bộ ba được gọi là "Avengers". Sau tiết mục, họ đã công bố Metal Galaxy Wourld Tour để quảng bá cho album mới của mình, bắt đầu từ tháng 9 năm 2019 và kết thúc vào tháng 3 năm 2020. Một buổi biểu diễn dự kiến tại Clockenflap ở Hồng Kông vào tháng 11 năm 2019 đã bị hủy do các cuộc biểu tình ở Hồng Kông 2019–2020. Các buổi hòa nhạc tiếp theo ở châu Á lúc đầu bị hoãn lại vào ngày 4 tháng 3 do đại dịch COVID-19, nhưng cuối cùng bị hủy bỏ toàn bộ vào tháng 6. Vào tháng 4, họ đã phát trực tuyến hai chương trình "Stay Home, Stay Metal" trên YouTube trong thời gian xảy ra đại dịch, bao gồm các cảnh quay từ hai buổi hòa nhạc trước đó từ năm 2016. Buổi biểu diễn của nhóm tại Makuhari Messe vào tháng 1 năm 2020 đã được tổng hợp thành album trực tiếp Legend – Metal Galaxy, phát hành vào ngày 9 tháng 9.
Tháng 10 năm 2019, ban nhạc đã trở thành nghệ sĩ châu Á đầu tiên đứng đầu bảng xếp hạng Top Rock Albums của Billboard. Năm 2020, Babymetal được giới thiệu với tư cách là nghệ sĩ khách mời trong EP Post Human: Survival Horror của Bring Me the Horizon, cụ thể là trong bài hát "Kingslayer".
Ngày 16 tháng 11 năm 2020, NHK thông báo rằng Babymetal sẽ tham gia chương trình NHK Kōhaku Uta Gassen lần thứ 71 vào dịp giao thừa, đánh dấu lần đầu tiên họ xuất hiện trong cuộc thi. Một cuộc thăm dò do Yahoo! Nhật Bản trước khi phát sóng đã xác định rằng bài hát được mong đợi nhất trong đêm là tiết mục "Ijime, Dame, Zettai" của Babymetal, với 26,3% phiếu bầu. Với việc tham gia đội đỏ, họ đã giành chiến thắng với 2.635.200 phiếu so với 1.383.180 phiếu của đội trắng.

### 2021–nay:The Other One
Album hồi tưởng đầu tiên của ban nhạc 10 Babymetal Years được phát hành vào ngày 23 tháng 12 năm 2020. Để kỷ niệm 10 năm thành lập ban nhạc, các video trực tiếp của họ đã được phát hành ở định dạng vinyl chỉ có âm thanh vào ngày 25 tháng 8 năm 2021. Vào ngày 11 tháng 10 năm 2021, ban nhạc đã phát hành một video khó hiểu ám chỉ sự gián đoạn hoặc kết thúc của ban nhạc với thông điệp "3 tinh thần kim loại đã tỏa sáng từ năm 2010, ngay cả khi họ rời khỏi Trái đất, sẽ tiếp tục tỏa sáng mãi mãi trong thế giới của chúng ta". trái tim và trên khắp Thiên hà kim loại. Truyền thuyết biến thành thần thoại rồi trở thành Huyền thoại sống... Điều gì ở phía trước phía sau cuối nấc thang để trở thành Huyền thoại sống là điều mà chỉ có Thần Cáo mới biết." 
Babymetal công bố album thứ tư sắp tới, The Other One (mà họ tiết lộ là một album chủ đề) vào ngày 11 tháng 10 năm 2022 và sẽ phát hành vào ngày 24 tháng 3 năm 2023. Đĩa đơn chính trong album, "Divine Attack (Shingeki)" (tiếng Nhật: Divine Attack - 神撃 -), được phát hành vào ngày 20 tháng 10 năm 2022. Đây là bài hát đầu tiên của Babymetal mà tất cả phần lời được viết bởi Nakamoto. Đĩa đơn thứ hai trong album, "Monochrome", được phát hành vào ngày 17 tháng 11 với một video ca từ, đĩa đơn đầu tiên của ban nhạc. Ngày 19 tháng 1 năm 2023, Babymetal phát hành đĩa đơn "Metal Kingdom", cùng với việc tiết lộ danh sách ca khúc cho The Other One .
Ngày 18 tháng 10 năm 2022, ban nhạc metal Thụy Điển Sabaton thông báo rằng Babymetal sẽ biểu diễn tại các buổi biểu diễn của họ cho chặng châu Âu, nằm trong chuyến lưu diễn vòng quanh thế giới cùng với ban nhạc Phần Lan Lordi.

## Phong cách nghệ thuật

### Phong cách âm nhạc và ca từ
Hầu hết các thần tượng nhạc pop Nhật Bản thể hiện bầu không khí tươi sáng, nhạc nhẹ, nụ cười và khuôn mặt quyến rũ. Tuy nhiên, Lorraine Plourde nhận định rằng Babymetal làm người ta nhớ đến một phiên bản dễ thương mà hơi đen tối hơn, phức tạp hơn một chút. Ban nhạc xác định phong cách của họ theo một thể loại mới gọi là "kawaii metal" ("kawaii" có nghĩa là "dễ thương") và giải thích rằng đó là "sự pha trộn giữa thần tượng J-pop và heavy metal". Nhóm cũng được mô tả theo các thể loại alternative metal, death metal, power metal, nu metal và speed metal.
Tristan Peterson của Metal Obsession nhận xét trong bài đánh giá của mình về album đầu tay của ban nhạc: "Ban nhạc này được tạo ra cho nhóm nhân khẩu học 'Âm nhạc mà cậu bạn trai/cô bạn gái người Nhật của bạn, những người không thực sự thích Metal, sẽ thích.'" cũng như "[ Babymetal] đã làm cho nhạc metal trở nên dễ thương mà không làm mất đi bất kỳ đặc tính nào của nó."
Patrick St. Michel từ trang âm nhạc và văn hóa Nhật Bản MTV 81 ca ngợi "năng lượng thuần khiết, gây headbang" trong các buổi biểu diễn trực tiếp của nhóm nhạc và mô tả phong cách của họ là sự pha trộn giữa "...âm thanh dường như tạp nham giữa heavy metal và idol pop, tạo ra thứ âm nhạc bấu víu bằng cả những tiếng rít xé cổ họng và những điệp khúc nâng niu." 
Các đề tài ca từ trong âm nhạc của Babymetal chú trọng vào các vấn đề trong thế giới thực. Ngoài ra, họ đưa ra thông điệp về sự tích cực và tự khơi dậy bản thân bằng bầu không khí âm nhạc của họ mang các chủ đề vui đùa và ít nghiêm túc hơn. Cụ thể, đấy là mối quan tâm về hình ảnh cơ thể của các cô gái và phụ nữ bị xã hội gây áp lực phải gầy và còn bị bắt nạt, đồng thời họ cũng hát về cảm giác ra sao khi đến buổi hòa nhạc đầu tiên của bạn, khái niệm về "phụ nữ lý tưởng" và sô-cô-la, những chủ đề mà các nhà phê bình phê phán là khác xa so với các phong cách đề tài điển hình mà hầu hết các ban nhạc metal sử dụng.
Trong một phép phân tích về ca từ của Babymetal trong album đầu tay và album thứ hai của họ, Babymetal và Metal Resistance, chuyên gia âm nhạc Lewis F. Kennedy bình luận về sự tương phản giữa các đề tài thường dành cho thiếu niên của nhóm và tính thẩm mỹ ác nghiệt của thể loại metal. Anh cũng nhận xét về việc họ thường xuyên sử dụng lối chơi chữ trong album đầu tiên, càng làm tăng tính thiếu nhi trong ca từ. Qua việc sử dụng từ vựng tiếng Anh rộng rãi hơn trong Metal Resistance, Kennedy xem đấy là nỗ lực của ban nhạc nhằm quốc tế hóa các chủ đề trong album của họ để tiếp cận nhiều khán giả hơn. Anh mô tả đường lối phát triển này là làm nhóm trở nên "metal theo hướng truyền thống" hơn, điều mà những người hâm mộ metal sẽ thấy đáng tin hơn. Anh còn cho rằng chủ đề bao quát về phản kháng tập thể của album là nét khác biệt so với tác phẩm trước đó của nhóm và âm nhạc thần tượng theo hướng truyền thống hơn.

### Trình diễn trực tiếp và video âm nhạc

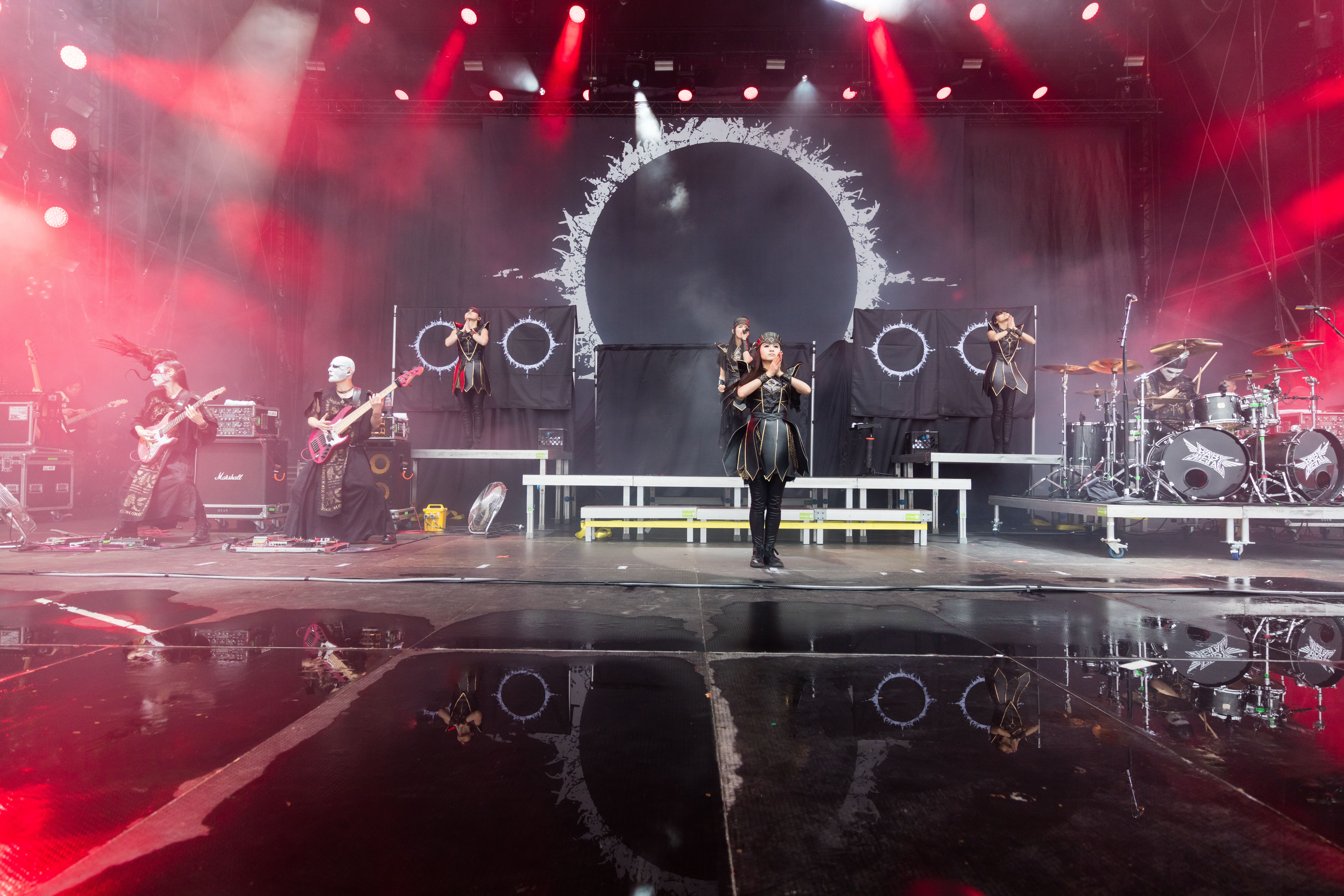
Babymetal và Kami Band biểu diễn tại Rock am Ring năm 2018.

Su-metal là giọng ca chính, được ghi công trên trang web chính thức của Babymetal là giọng hát và nhảy, trong khi Moametal và Yuimetal đều được ghi nhận là tiếng hét và nhảy, biểu diễn ở hai bên cạnh cô theo đội hình tam giác. Trong những năm đầu tiên của ban nhạc, các thành viên không nói chuyện trực tiếp với khán giả hay mỉm cười với đám đông, nhưng theo thời gian, ban nhạc đã kết hợp thêm nhiều tương tác hơn với khán giả. Giữa các bài hát, Babymetal không tiếp xúc với đám đông. Thay vào đó, ở những tình huống mất điện hoặc bất khả kháng, họ sẽ ở tư thế đóng băng hoặc quay lưng lại với đám đông. Trang phục của Babymetal vay mượn nhiều từ phong cách gothic và punk Lolita phổ biến của Nhật Bản, với điểm nhấn là màu đỏ và đen.
Trong chuyến lưu diễn thế giới năm 2018, do Yuimetal vắng mặt, ban nhạc đã biểu diễn với Moametal và Su-metal trước mặt nhau, sử dụng các bậc thang để chia nhau, trong khi hai vũ công dự bị biểu diễn ở hai bên sân khấu.
Thay vì dùng ký hiệu sừng, ban nhạc sử dụng động tác tay của kitsune để tượng trưng cho nguồn cảm hứng được cho là thiêng liêng của ban nhạc. Ban đầu, các thành viên được cho xem những bức ảnh chụp ký hiệu sừng, nhưng lại tưởng nhầm nó là đầu của một con cáo. Thay vì sửa ký hiệu, ban quản lý đã chấp nhận lấy ký hiệu kitsune làm ký hiệu của ban nhạc. Ngoài ra, phong cách moshing Babymetal, được gọi là mosh'sh (モッシュッシュ mosshusshu) , được mô tả là một trò chơi xô đẩy thân thiện, vui vẻ và an toàn.
Trong các buổi hòa nhạc, Babymetal có một ban nhạc hỗ trợ. Trong giai đoạn đầu của họ, ban nhạc hỗ trợ gồm "Babybones" —một nhóm gồm những cá nhân vô danh mặc trang phục bộ xương sẽ bắt chước các buổi biểu diễn trực tiếp đồng thời các bản ghi nhạc thu âm trước đang được sử dụng. Cuối năm 2012, Babymetal cho ra mắt một ban nhạc sống cho các buổi biểu diễn trực tiếp mà họ gọi là "Full Metal Band" - một nhóm nhạc công mặc áo choàng trắng và sơn xác chết. Kể từ đó, họ được các thành viên và người hâm mộ gọi là "Gods of Metal" và gần đây là "Kami Band". Từ cuối năm 2012 đến đầu năm 2014, hai nhóm sẽ luân phiên hoạt động, trong đó Kami Band được sử dụng nhiều hơn cho các nhạc hội và sự kiện đặc biệt. Tại Babymetal Death Match Tour vào tháng 5 năm 2013, Kami Band lần đầu biểu diễn trực tiếp tất cả phần nhạc. Kể từ đầu năm 2014, ban nhạc Babybones âm thầm giải tán còn Kami Band kể từ đó được xem là ban nhạc hỗ trợ chính của Babymetal.
Các video âm nhạc của Babymetal thể hiện gu thẩm mỹ hình ảnh khác biệt của họ và giúp ban nhạc thu hút đông đảo khán giả chú ý. MV cho bài "Gimme Chocolate!!" của họ đã thịnh hành vào năm 2014 khi Brian Mansfield của USA Today nhận xét rằng "video trông giống như một loại anime kỳ quái nào đó, với bối cảnh theo phong cách goth đen tối và các thành viên ban nhạc diễn trong trang phục bộ xương, và ba bé gái thực hiện vũ đạo phức tạp, nhấp nháy dấu hiệu trái tim và chuyển động cánh tay hình cối xay gió giống như họ đang vờ chơi guitar".
Nhắc đến MV cho ca khúc "Karate", Moametal chia sẻ rằng cô "rất tự hào khi họ hiện đang đại diện cho thứ văn hóa này đến từ Nhật Bản thông qua âm nhạc của họ và đó là cách để nhiều người bên ngoài Nhật Bản cũng biết tới karate."  Lời bài hát nói về việc không bao giờ bỏ cuộc và tiến về phía trước. Yuimetal nói rằng vũ đạo của bài hát đại diện cho ca từ và "điều quan trọng là có thể trình bày những thông điệp mà họ muốn truyền tải qua âm nhạc bằng những bước nhảy của họ." Phần lớn lời bài hát bằng tiếng Nhật và nhóm coi vũ đạo của mình là một cách để phá bỏ rào cản ngôn ngữ.

## Hình ảnh công chúng
Theo Kobayashi "Kobametal" Kei (giám đốc sản xuất của ban nhạc), nhóm được thành lập theo ý tưởng về một loại nhạc metal mới và các thành viên nhận được "thông điệp thiêng liêng" từ Thần Cáo, mặc dù Nakamoto giải thích rằng những thông điệp mà họ nhận được là gián tiếp, vì chúng sẽ được gửi đến Kobametal trước. Ông cho biết việc chấp nhận hay từ chối ý tưởng là tùy thuộc vào quyết định của mọi người. Ngoài ra, ông bác bỏ quan điểm cho rằng ban nhạc là một nghệ sĩ "metal" hoặc "pop", ưa thích câu "Babymetal có một không hai." Kikuchi đùa rằng ba thành viên quyết định tham gia ban nhạc vì đó là định mệnh do Thần Cáo lựa chọn, mục tiêu được cho là để ban nhạc biểu diễn và truyền bá âm nhạc của họ ra khắp thế giới.
Ban nhạc đã đón nhận nhiều luồng ý kiến của khán giả. Một số nhà phê bình ca ngợi ban nhạc là "sáng tạo" và "phá vỡ luật lệ" trong thể loại metal, trong khi những người khác gọi ban nhạc là "nhóm độc lạ" (novelty act) và một "màn trình diễn cố làm hài lòng mọi người một cách ngốc nghếch". Khi được hỏi về những người không coi âm nhạc pha trộn pop của ban nhạc là "metal", Nakamoto thừa nhận những nhận định ấy và khen những lời cáo buộc đó, cam đoan rằng những yêu nhạc metal thuần túy có gu riêng nhất định đối với metal và xem xét chúng vì sự tiến bộ của ban nhạc.
Lượng người hâm mộ trung thành (được gọi chung là "The One") được Mizuno lưu ý là một nhóm nhân khẩu hỗn hợp ở nhiều độ tuổi khác nhau. Để ý đến những người hâm mộ metal và pop, cô ấy mô tả những "metalhead" trông giống họ, còn những người hâm mộ nhạc pop ăn mặc và cosplay thành họ. Cô nhấn mạnh thêm tầm quan trọng của khả năng tiếp cận với những người yêu nhạc trẻ hơn đang yêu thích thể loại metal thông qua Babymetal, đồng thời lưu ý rằng bản thân cô còn thiếu kinh nghiệm về metal trước khi gia nhập ban nhạc.

## Di sản
Babymetal được ghi nhận đã tạo ra thể loại kawaii metal ("cute metal" trong tiếng Anh), kết hợp các yếu tố từ J-pop và heavy metal. Thể loại này giới thiệu metal với khán giả mới và nhiều ban nhạc kawaii metal mới như Doll$Boxx và Deadlift Lolita đã thành lập kể từ khi Babymetal ra mắt. Trong khi hầu hết các ban nhạc kawaii metal đều trú ở Nhật Bản, thì thể loại này bắt đầu lan rộng ra bên ngoài đất nước đến những nơi như Hàn Quốc, nơi các ban nhạc kawaii metal như Pritz đã ra đời. Ngoài ra, phạm vi ảnh hưởng của Babymetal đã vượt xa khỏi Nhật Bản. Năm 2016, Babymetal trở thành ban nhạc Nhật Bản có thứ hạng cao nhất từ trước đến nay trong lịch sử Official Charts của Vương quốc Anh với việc trình làng album Metal Resistance. Tại Mỹ, Metal Resistance là album tiếng Nhật đầu tiên lọt vào bảng xếp hạng Billboard Top 40 sau hơn 50 năm, đạt vị trí thứ 39 trong tuần đầu tiên. Nghệ sĩ Nhật Bản cuối cùng lọt vào Top 40 là Sakamoto Kyu vào năm 1963. Năm 2019, Babymetal trở thành nghệ sĩ châu Á đầu tiên đứng đầu bảng xếp hạng Billboard Rock Albums với việc phát hành album phòng thu thứ ba Metal Galaxy.

## Đón nhận

### Nhật Bản
Kayama Yūzō (một nhạc sĩ, diễn viên và nhạc sĩ nổi tiếng ở Nhật Bản) nói về bài hát "Gimme Chocolate!!": "Tôi nghĩ rằng thật khó hát [bài đó], nhưng cao độ của ca khúc thì chuẩn. Nhịp điệu mới mẻ, có một số nét của Nhật Bản, điệu nhảy đổi thì sáng tạo và hoạt bát."  Yukawa Reiko (một nhà phê bình âm nhạc nổi tiếng ở Nhật Bản) cho biết: "Babymetal hát và nhảy khá dễ thương, họ có sức hút giống như Himiko và tỏa sáng theo cách mà không ai có thể thay thế được."
Yoshiki (thủ lĩnh nhóm nhạc rock X Japan) nhận xét: "Tôi thực sự thích cái ý tưởng kết hợp giữa những cô bé dễ thương và metal", rồi nói thêm "một ngày nào đó (X Japan có thể diễn với Babymetal)". Tổng biên tập Hirose của Burrn! cho biết ban nhạc "được chào đón ở Anh như một món giải trí hoàn toàn mới từ Nhật Bản bất kể đó có phải là heavy metal hay không." Umezawa Naomiyuki của Burrn! thấy rằng Babymetal "trực tiếp đối diện với metal" và "tạo ra những âm thanh cực kỳ tỉ mỉ thu hút người hâm mộ và đòi hỏi sự ngưỡng mộ".

### Quốc tế
Báo The Daily Dot viết, "đối với những ai trong chúng ta có gu âm nhạc ở mức trung bình, Babymetal giống như một con kỳ lân phát ra âm thanh kỳ diệu, mặc áo khoác da và thở ra lửa." Theo tờ The Guardian của Anh, "Đây là nhạc pop Nhật Bản, được tạo ra ở hậu trường bởi thiên tài xảo quyệt tàn ác nào đó, kẻ gần như chắc chắn có một khoảnh khắc 'Eureka!' đột ngột vào lúc nửa đêm và nhận ra rằng khán giả Nhật Bản nhất định sẽ đón nhận vô điều kiện đống tạp nham dường như phi lý của những ý tưởng âm nhạc tân tiến như vậy."
Nhật báo Los Angeles Times bình luận: "Babymetal là một nhóm nhạc chủ đề Nhật Bản và giờ đây họ là thứ gây chia rẽ nhất trong làng nhạc nặng." MetalSucks tuyên bố: "Babymetal không phải là nhạc metal. Đó là diễn kịch, ngành công nghiệp nhạc pop Nhật Bản phá cấu trúc của nhạc pop hiện đại và metal hậu thiên niên kỷ và tái chế chúng thành một trải nghiệm giải trí 360 độ nay đã thành sự thực." Sau khi Rob Halford của Judas Priest biểu diễn cùng Babymetal vào tháng 7 năm 2016, anh tuyên bố: "Babymetal là tương lai của nhạc metal."

## Thành viên
Thành viên chủ chốt

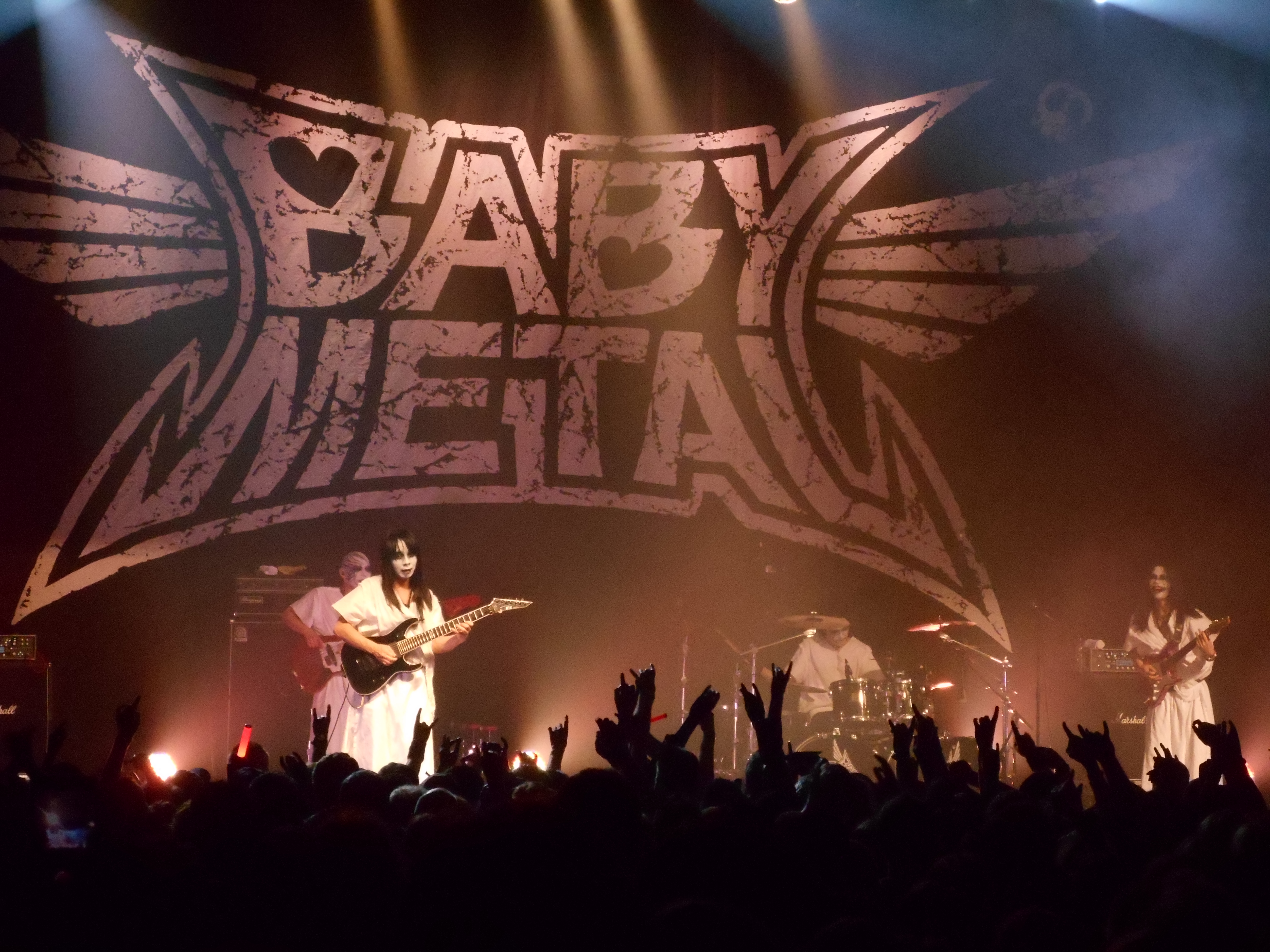
Tiết mục của "Kami Band", ban nhạc hỗ trợ Babymetal tại Phòng hòa nhạc Danforth vào ngày 12 tháng 5 năm 2015. Từ trái sang phải: Boh, Fujioka Mikio, Aoyama Hideki và Ohmura Takayoshi

- Su-metal (Nakamoto Suzuka) – hát chính và vũ công (2010–nay)
- Moametal (Kikuchi Moa) – hát chính/nền và vũ công (2010–nay)
- Momometal (Okazaki Momoko) – hát chính/nền và vũ công (2023–nay)

Kami Band
- Ohmura Takayoshi – guitar (2013[188]–nay)[189]
- Leda Cygnus – guitar (2013–nay)[190]
- Fujita Isao – guitar (2015–nay)[191]
- Boh – bass (2013–nay)[189]
- Aoyama Hideki – trống (2013[192]–nay)[189]
- Anthony Barone – trống (2019–nay)
- Chris Kelly – guitar (2019–nay)
- CJ Masciantonio – guitar (2019–nay)
- Clint Tustin – bass (2019–nay)

Thành viên cũ
- Yuimetal (Mizuno Yui) – hát chính/nền và vũ công (2010–2018)
- Fujioka Mikio – Kami Band; guitar (2013–2018; mất năm 2018)[193]
- Riho Sayashi – Avengers; vũ công hỗ trợ (2019–2020)[194]
- Fujihira Kano – Avengers; vũ công hỗ trợ (2019–2020)[195]

Dòng lịch sử hoạt động

## Danh sách đĩa nhạc
- Babymetal (2014)
- Metal Resistance (2016)
- Metal Galaxy (2019)
- The Other One (2023)[196]

## Lưu diễn
- Babymetal World Tour 2014 (2014)
  - Babymetal Back to the USA / UK Tour 2014 (2014)
- Babymetal World Tour 2015 (2015)
  - Babymetal World Tour 2015 in Japan (2015)
- Babymetal World Tour 2016: Legend Metal Resistance (2016)
- Babymetal US Tour 2017 (với Korn và Stone Sour) (2017)
- The Five Fox Festival in Japan (2017)
  - Big Fox Festival in Japan (2017)
- Babymetal World Tour 2018 (2018)
- Metal Galaxy World Tour (2019–2020)

## Giải thưởng và đề cử
| Năm  | Đề cử / Tác phẩm     | Giải thưởng | Kết quả    |
| ---- | -------------------- | --- | ---------- |
| 2014 | Babymetal            | Giải Âm nhạc châu Âu của MTV 2014 — Giải Wild Card cho Nghệ sĩ Nhật Bản xuất sắc nhất                                    | Tiền-đề cử |
| 2014 | Babymetal            | NEO Awards 2014 — Nghệ sĩ âm nhạc xuất sắc nhất                                                                          | Đoạt giải  |
| 2015 | Babymetal            | CD Shop Awards lần thứ 7 — Grand Prix                                                                                    | Đoạt giải  |
| 2015 | Babymetal            | Giải thưởng âm nhạc thường niên của Loudwire lần thứ 4 — Giải Nghệ sĩ mới của năm                                        | Đoạt giải  |
| 2015 | Babymetal            | Giải Kerrang! 2015 — Giải Tinh thần độc lập                                                                              | Đoạt giải  |
| 2015 | Babymetal            | Metal Hammer Golden Gods Awards 2015 — Giải đột phá                                                                      | Đoạt giải  |
| 2015 | Babymetal            | Giải Âm nhạc châu Âu của MTV 2015 — Nghệ sĩ Nhật Bản xuất sắc nhất                                                       | Đề cử      |
| 2015 | Babymetal            | Giải Video âm nhạc của MTV Nhật Bản 2015 — Nghệ sĩ nhạc metal xuất sắc nhất                                              | Đoạt giải  |
| 2015 | Babymetal            | Giải Nhân vật của năm 2015 bởi tạp chí GQ, Giải đặc biệt "Phát hiện của năm"                                             | Đoạt giải  |
| 2015 | Babymetal            | Phụ nữ của năm 2015 bởi Vogue Japan                                                                                      | Đoạt giải  |
| 2015 | Babymetal            | NEO Awards 2015 — Nghệ sĩ ấm nhạc xuất sắc nhất                                                                          | Đoạt giải  |
| 2015 | Babymetal            | Giải thưởng âm nhạc thường niên của Loudwire lần thứ 5 — Nhiều người hâm mộ nhiệt tình nhất năm 2015                     | Đoạt giải  |
| 2015 | Babymetal            | Giải thưởng âm nhạc thường niên của Loudwire lần thứ 5 — Nghệ sĩ nhạc sống của năm 2015                                  | Đoạt giải  |
| 2015 | "Road of Resistance" | Giải thưởng âm nhạc thường niên của Loudwire lần thứ 5 — Bài hát metal hay nhất năm 2015                                 | Đoạt giải  |
| 2016 | Metal Resistance     | Loudwire — Tác phẩm được mong chờ nhất tháng 4 năm 2016                                                                  | Đoạt giải  |
| 2016 | Metal Resistance     | Giải Video âm nhạc của MTV Nhật Bản 2016 — Album hay nhất năm-Nhật Bản                                                   | Đoạt giải  |
| 2016 | "Karate"             | Giải Video âm nhạc của MTV Nhật Bản 2016 — Video nhạc metal xuất sắc nhất (Nhật Bản)                                     | Đoạt giải  |
| 2016 | "Karate"             | Giải Video âm nhạc của MTV Nhật Bản 2016 — Video nhóm nhạc xuất sắc nhất (Nhật Bản)                                      | Đề cử      |
| 2016 | Babymetal            | Giải Kerrang! 2016 — Ban nhạc diễn trực tiếp xuất sắc nhất                                                               | Đoạt giải  |
| 2016 | Babymetal            | Metal Hammer Golden Gods Awards 2016 — Ban nhạc quốc tế xuất sắc nhất                                                    | Đề cử      |
| 2016 | Babymetal            | Giải âm nhạc Alternative Press 2016 — Ban nhạc quốc tế xuất sắc nhất                                                     | Đề cử      |
| 2016 | Babymetal            | Giải âm nhạc độc lập AIM 2016 — Nghệ sĩ nhạc sống xuất sắc nhất                                                          | Đoạt giải  |
| 2016 | Babymetal            | Giải âm nhạc Revolver 2016 — Tài năng mới xuất sắc nhất                                                                  | Đề cử      |
| 2017 | Metal Resistance     | Giải thưởng âm nhạc thường niên của Loudwire lần thứ 6 — Album nhạc metal hay nhất năm 2016                              | Đoạt giải  |
| 2017 | Metal Resistance     | Giải thưởng âm nhạc thường niên của Loudwire lần thứ 6 — Bài hát nhạc metal hay nhất năm 2016 - "Karate" (video ca nhạc) | Đoạt giải  |
| 2017 | Babymetal            | Giải thưởng âm nhạc thường niên của Loudwire lần thứ 6 — Nữ thần nhạc rock của năm 2016 — "Su-metal"                     | Đoạt giải  |
| 2017 | Babymetal            | Giải thưởng âm nhạc thường niên của Loudwire lần thứ 6 — Nghệ sĩ diễn nhạc sống xuất sắc nhất 2016 — "Babymetal"         | Đoạt giải  |
| 2017 | Babymetal            | Giải thưởng âm nhạc thường niên của Loudwire lần thứ 6 — Nhiều người hâm nhiệt tình nhất năm 2016                        | Đoạt giải  |
| 2017 | Babymetal            | Giải thưởng âm nhạc thường niên của Loudwire lần thứ 7 — Nhiều người hâm mộ nhiệt tình nhất năm 2017                     | Đoạt giải  |
| 2017 | Babymetal            | Giải Âm nhạc châu Âu của MTV 2017 — Nghệ sĩ Nhật Bản xuất sắc nhất                                                       | Đoạt giải  |
| 2020 | Metal Galaxy         | Giải Video âm nhạc của MTV Nhật Bản 2020 — Album hay nhất năm                                                            | Đoạt giải  |